# Prostomis beatae
Prostomis beatae es una especie de coleóptero de la familia Prostomidae.

## Distribución geográfica
Habita en Nepal.